# Комсомольская площадь (Москва)
Комсомо́льская пло́щадь (до 1933 года — Каланчёвская пло́щадь) — площадь в Москве, на которой расположены сразу три железнодорожных вокзала: Ленинградский, Ярославский и Казанский, из-за чего она в народе называется «площадью трёх вокзалов». При этом здесь также существует железнодорожная платформа Площадь трёх вокзалов (ранее — Каланчёвская), которая некоторое время была Императорским вокзалом, а также неподалёку имеется Правительственный вокзал.

## История названия
Согласно наиболее распространённому мнению, изначальное название площади — «Каланчёвская» — по дворцу Алексея Михайловича с деревянной вышкой — «каланчой». Каланчёвская площадь была переименована в «Комсомольскую» в 1933 году в честь комсомольцев — строителей метрополитена (под площадью прошла первая очередь первой линии московского метро) как подарок к 15-летию ВЛКСМ. В обиходе она известна как «Площадь трёх вокзалов» или просто «Три вокзала». В 2003 году в некоторых газетах было опубликовано сообщение о переименовании площади в «Площадь трёх вокзалов». В действительности, однако, такого переименования не было, площадь сохранила название «Комсомольская площадь». В 2020-х годах официальные лица правительства Москвы, включая мэра Собянина, используют название «Площадь трёх вокзалов» для обозначения пространства, однако о планах вернуться к вопросу переименования не сообщается.

## История площади

### Каланчёвское поле в XVII—XVIII веках
В XVII веке на месте нынешней площади находились луга и болота, известные как Каланчёвское поле. С южной стороны, то есть стороны современного Казанского вокзала, находилось болото, по которому протекал ручей Ольховец. С востока, между нынешним Ярославским вокзалом и Верхней Красносельской улицей, поле ограничивал крупный пруд, созданный благодаря запруде на Ольховце и известный с 1423 года как Великий, а впоследствии — как Красный. Размерами он был равен Московскому Кремлю (23 га).
К югу из пруда вытекала речка Чечёра, через которую был перекинут деревянный мост. По мосту проходила Стромынская дорога (на село Стромынь и далее в Суздаль), по линии западной части Комсомольской площади, Краснопрудной улицы и далее улицы Стромынки. На северной стороне пруда (по другим источникам на месте Большой Спасской улицы) Алексей Михайлович выстроил себе путевой дворец, как считается с деревянной вышкой (по-татарски «каланчой»), откуда и поле перед дворцом и получило название Каланчёвского. На противоположной от поля стороне пруда находилось дворцовое Красное село, ставшее со временем крупной ремесленной слободой.
На западе поле доходило до середины нынешней Большой Спасской улицы (названа по Спасской церкви, которая стояла на краю поля). Впоследствии, в конце XVII века, на западном берегу пруда — со стороны Николаевского (Ленинградского) и Ярославского вокзалов (на земле ямщиков Переяславской слободы) был построен Новый полевой артиллерийский двор — завод и склад пушек и ядер со стрельбищем. Его составлял целый ряд деревянных строений, раскинувшихся на площади 20 га и окружённых каменной стеной. Благодаря этому, поле и оставалось незастроенным.
Красное село вошло в историю Смутного времени: 1 июня 1605 года там появились посланцы Лжедмитрия I Гаврила Пушкин и Наум Плещеев, и их появление стало толчком к восстанию, перекинувшемуся на Москву и положившему конец династии Годуновых.
Петр I любил устраивать на Красном пруду праздники с пушечной пальбой и фейерверками: в честь взятия Азова (1697) и в честь мира с Турцией (1699), и в честь мира со Швецией (1722). Академик И. Е. Забелин в статье «Древности Москвы и их исследование» (1867) полагает, что (вопреки распространенному ныне мнению) именно от празднеств в честь взятия Азова поле получило название, так как на нём были выстроены две вышки — «каланчи», копии азовских, которые показательно штурмовали русские солдаты.
В издании «Указатель улиц и домов столичного города Москвы» за 1882 год указано, что в старину на Каланчёвском поле был деревянный дворец, рядом с которым были дозорная башня и каланча. Впоследствии дворец был разрушен.
При Екатерине II эта территория административно вошла в состав Москвы.

### Каланчёвская площадь в XIX — начале XX века
Артиллерийский двор сгорел и взорвался в 1812 году, причём взрыв потряс всю восточную часть Москвы. В 1849 году на месте Артиллерийского двора и западнее архитектором К. А. Тоном был построен вокзал (с 1856 — Николаевский, впоследствии Ленинградский). К западу от вокзала находится большое (по тем временам) здание, в которое в 1860-х годах была переведена с Пятницкой улицы таможня. По противоположной стороне площади располагались лесные ряды (напоминанием о чём — нынешний Леснорядский переулок). В 1862 году между Николаевским вокзалом и Красным прудом был построен небольшой Ярославский вокзал, в 1907-м замененный современным, в стиле модерн с элементами древнерусской архитектуры (архитектор Ф. О. Шехтель).
С проведением Рязанской (ныне Казанской) железной дороги, началось строительство вокзала на месте лесных рядов: в 1860 году болото было осушено, речка Ольховец заключена в трубу, а лесные ряды удалены; само здание Рязанского (Казанского) вокзала было построено в 1862—1864 годах. В 1911—1926 годах это здание было заменено современным по проекту А. В. Щусева.
В конце XIX века была заключена в трубу речка Чечора, а на месте деревянного моста через неё и дальше к востоку прошла Краснопрудная улица. Затем, в 1901—1910 годах, был засыпан и сам Красный пруд, а на его месте устроены лесные склады.
В декабре 1905 года дружинники, в основном из железнодорожных рабочих, заняли Ярославский и Казанский вокзалы, но не смогли занять Николаевский, так как, ввиду ключевого стратегического значения, его защищала сильная правительственная часть с орудиями и пулеметами. Забаррикадировав подходы к площади со стороны Красных ворот и Краснопрудной улицы, чтобы изолировать гарнизон вокзала, дружинники пять суток атаковали правительственные войска на вокзале. 15 декабря на вокзал прибыли из Петербурга гвардейский Семеновский полк, после чего положение дружинников стало безнадежным; часть их отступила на Пресню, часть была вывезена с Казанского вокзала машинистом А. В. Ухтомским, вскоре однако расстрелянным карательной экспедицией на станции Люберцы.
В октябре 1917 года вокзалы были в руках красногвардейцев, благодаря чему в Москву сумело прибыть подкрепление из Петрограда.

### Советская эпоха
В 1933 году Каланчёвская площадь была переименована в Комсомольскую площадь. В 1933—1935 гг. на площади открытым способом был проложен участок первой линии Московского метрополитена, нынешнего Сокольнического радиуса.
Между Ленинградским и Ярославским вокзалами был сооружен павильон станции «Комсомольская», открытой 15 мая 1935 года. В 1952 году этот павильон был заменён новым, общим для «Комсомольской-радиальной» и вновь построенной «Комсомольской-кольцевой».
В том же году была закончена высотка гостиницы «Ленинградская», завершившая ансамбль площади, каким он существует к началу XXI века.

## Архитектурный ансамбль площади
Комсомольская площадь имеет форму, близкую к прямоугольнику, вытянутому с запада на восток, и является одной из сложившихся в своём архитектурном решении. От Каланчёвской улицы она отделяется высокой насыпью Алексеевской соединительной ветки. Хотя гостиница «Ленинградская» находится по другую сторону путепровода, она обращена главным фасадом на площадь и является её доминантой. С севера на площадь выходят фасадами Ленинградский и Ярославский вокзалы. На юге целый квартал занимает Казанский вокзал. С востока площадь переходит в Краснопрудную улицу. На Комсомольскую площадь выходят Рязанский проезд (между Казанским вокзалом и линией Алексеевской соединительной ветки) и Проезд Комсомольской площади (между зданием таможенного управления и Ленинградским вокзалом).

### Центральное таможенное управление
Объект культурного наследия федерального значения (памятник истории и культуры) народов Российской Федерации — «Ансамбль площади, XIX—XX вв. — Здание Московской таможни XIX в.». Построено в 1850—1853 годах. Архитектор К. А. Тон.

### Ленинградский вокзал
55°46′34″ с. ш. 37°39′19″ в. д.

### Вестибюль станций метро «Комсомольская»
55°46′35″ с. ш. 37°39′22″ в. д.
Совмещённый вестибюль станций метро «Комсомольская» Сокольнической линии и «Комсомольская» Кольцевой линии располагается между Ленинградским и Ярославским вокзалами.
Он представляет собой большое двухэтажное здание крестообразной формы с двумя шестиколонными портиками со стороны Комсомольской площади и с выходом к перронам Ленинградского и Ярославского вокзалов с противоположной стороны. С ноября 2007 года вход через фасадные двери павильона закрыт и осуществляется через подземный переход под Комсомольской площадью. Внутренний свод вестибюля выдаётся наружу большим куполом серого цвета. Увенчан этот купол высоким шпилем с пятиконечной звездой. На звезде изображены серп и молот.

### Ярославский вокзал
55°46′36″ с. ш. 37°39′26″ в. д.

### Казанский вокзал
55°46′28″ с. ш. 37°39′22″ в. д.
Первое здание вокзала, который тогда назывался Рязанским, было деревянным и открылось в 1862 году. В 1864 году было построено каменное здание вокзала (автор проекта первоначального здания вокзала — архитектор М. Ю. Левестам. Здание много раз перестраивали, и когда в 1893 году открылась Московско-Казанская железная дорога, а пассажиропоток сильно возрос, потребовалось строительство нового вокзального здания, могущего вмещать в себя большее количество пассажиров. Однако только в 1910 году правление акционерного общества Московско-Казанской железной дороги приняло решение о постройке нового здания. По условиям объявленного конкурса, его участники должны были сделать проект «ворот на Восток», которые должны символизировать связь Европы и Азии. Новое здание строилось в 1913—1940 годах по проекту А. В. Щусева. В 1987—1997 годах здание претерпело реконструкцию: был обновлён внешний облик, внутренние помещения подверглись расширению и перепланировке, над перронами соорудили навесы, вокзальное здание было оснащено современными техническими средствами.
Казанский вокзал — сложная композиция в стиле модерн с элементами неорусского стиля, в которой нарочито нарушена симметрия и в которой разновеликие массы архитектурных объёмов соединены друг с другом. Архитектор, желая согласовать постройку с двумя уже имевшимися построенными и в то же время придать ей индивидуальность, представил вытянутые в линию корпуса с разнообразными по функциям помещениями в виде различных по высоте, ширине и ритмике объёмов с островерхими кровлями, часовой башенкой и высокой угловой ярусной башней над основанием в виде арочного проезда.

### Центральный дом культуры железнодорожников
Построен в 1925—1926 годах по проекту архитектора А. В. Щусева, при участии инженера Г. Г. Карлсена. Первоначально носил название Клуб Октябрьской революции

### Универмаг «Московский»
55°46′33″ с. ш. 37°39′36″ в. д.
Построен в 1979—1983 годах по проекту архитекторов А. Рочегова, О. Гридасова, Е. Елисеева, Е. Косинова.

### Сквер на Комсомольской площади
55°46′29″ с. ш. 37°39′15″ в. д.

### Памятник П. Мельникову
55°46′29″ с. ш. 37°39′15″ в. д.
1 августа 2003 года в центре площади открыт памятник Павлу Петровичу Мельникову — первому министру путей сообщения Российской империи, одному из авторов проекта железной дороги Санкт-Петербург — Москва. Памятник изготовлен по проекту Салавата Щербакова на средства Министерства Путей Сообщения России.

### Гостиница «Ленинградская»
55°46′26″ с. ш. 37°39′06″ в. д.
Архитекторы: Поляков Л. М., Борецкий А. Б.. Инж. Мятлюк Е. В. 1949—1954 гг.
Гостиница расположена в одном из семи знаменитых высотных зданий, построенных в Москве в 1940—1950-х годах прошлого века. В семействе сталинских высоток гостиница «Ленинградская» самая маленькая — всего 17 этажей и 136 метров высоты.
Здание является доминантой всего архитектурного ансамбля площади, завершая её перспективу с юго-западной стороны и образуя единую пространственную композицию с вокзалами. Ближе всего по стилю здание гостиницы Казанскому вокзалу, поскольку в экстерьере используются мотивы русского барокко. Здание представляет собой столпообразный объём на широком основании, занимающий важное в градостроительном отношении место.

## Транспортно-пересадочный узел
На площади расположены конечные станции трёх направлений Московской железной дороги: Ярославского, Ленинградского и Казанского направлений, станция МЦД-2 и МЦД-4 «Площадь трёх вокзалов» и станции метро «Комсомольская» Кольцевой линии и «Комсомольская» Сокольнической линии. 
  Москва-Пассажирская
  Москва-Пасс.-Казанская
  Москва-Пасс.-Ярославская
 Площадь трёх вокзалов (МЦД)
 Комсомольская
 Комсомольская
Через площадь проходят трамваи 7, 13, 37, 50, автобусы 40, 604, м60, м60а, с633, н15, единственный московский маршрут троллейбуса Т.

## Блошиный рынок
16 марта 2019 года на Комсомольской площади открыли единственный в Москве блошиный рынок выходного дня.

## В культуре
Песня «Комсомольская площадь» (музыка — Э. С. Ханок, стихи — Е. А. Долматовский). В разное время исполнялась Эдуардом Хилем и ВИА «Самоцветы». Также песню исполняли Татьяна Рузавина и Сергей Таюшев.

## Исторические фотографии первой половины XX века
- Каланчёвская площадь около 1910 года
- Каланчёвская площадь в 1910-е годы
- Каланчёвская площадь в 1920-е годы
- Казанский вокзал в 1920-е годы